# Pedro Abad
Pedro Abad er en by og kommune i det sydlige Spanien i provinsen Córdoba. Den har et indbyggertal på 2.817 (2024) indbyggere.